# Famille d'Aix-Arthaud de Montauban
Pour l’article homonyme, voir Montauban, actuelle commune de la Drôme.
La famille d'Aix-Artaud de Montauvan, est un lignage féodal de Provence (actuel département de la Drôme) suivi depuis le XIe siècle.

## Origines
Maison noble, originaire d'Aix, probablement issue des anciens comtes de Die
Elle porte depuis 1210 le nom d'Aix-Artaud de Montauban à la suite du mariage d'Isoard d'Aix-Artaud avec Dragonette de Montauban-Montdragon.
La famille de Aix-Artaud de Montauban descend de Guillaume Artaud, seigneur d'Aix, qui teste en 1373.

## Personnalités
- Guillaume Artaud, seigneur de Faudon, bailli du Gapençais, combat à Varey en 1326[2].
- Jacques Artaud, évêque de Gap en 1366.
- Pierre-Joseph Artaud, évêque de Cavaillon en 1757.

## Armes
| Image | Armoiries |
| ----- | --- |
|       | De gueules à trois châteaux d'or, ouverts et maçonnés de sable. - Cris : C'est le grand baron. - Titre : Baron du Dauphiné. |

## Titres et fiefs
La famille d'Aix-Artaud de Montauban a possédé plus de 95 fiefs en Haut-Dauphiné, hérité des trois quarts de ceux des comtes de Die dans les vallées des Deux-Buech et de la Drôme.
- Comte de Sault,
- Barons d'Aix,
- Barons de Montmaur,
- Seigneurs de : Ancelle, La Vallée de Beauchêne, Saint-André en Beauchêne, Lus, La Rochette, Jarjayes, etc.

## Alliances
Les principales alliances des Aix-Artaud de Montauban et leurs branches sont : Baux-Orange, Flotte, Tournon, Montauban, Aynar, Rame, Artaud, Anduze, Alleman, Louvat, Montorcier, Commiers, Clermont, Castellane-Adhémar, Chypre, Caseneuve, Chaponay, Engiboud, L'Espine, Vesc, Gaste, Planchette, Pape, La Rivière, La Tour-du-Pin, Truchier, Pelletier de Gigondas, Riperts, Armand.

## Galerie

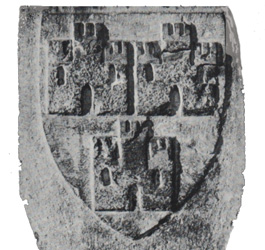
Clef de voûte de la porte Colombe de Gap - blason de Jacques Artaud, évêque de Gap.